# BIOMEGA
『BIOMEGA』（バイオメガ）は、弐瓶勉による日本のSF漫画作品。『週刊ヤングマガジン』（講談社）および『ウルトラジャンプ』（集英社）に掲載された。連載は『週刊ヤングマガジン』にて2004年第29号より開始されたが、同年の第41号にて休載。その後、出版社・掲載誌を移して『ウルトラジャンプ』の2006年5月号にプロローグ編「BIOMEGA interlink」が掲載され、翌6月号から本編の連載を再開し、2009年2月号にて連載終了、3月発売の単行本第6巻描き下ろしにて完結した。単行本は全6巻。第1巻のみ、講談社版と集英社版の2種類が存在する（後述の書籍情報を参照）。

## あらすじ
西暦3005年。7世紀ぶりに火星への有人飛行を成し遂げた人類。水も酸素もない、廃墟と化したかつての入植地において、宇宙飛行士達は1人の女性を発見する。
半年後の地球。帰還した探査船は地球周回軌道上で大破。乗組員の遺体は未知のウイルス「N5S」に冒されたまま、軌道上を漂い地表へと胞子を撒き散らしているのが発見される。
その約1日後、「ドローン禍」と呼ばれるバイオハザードで混乱する洋上の人工島「9JO」に、東亜重工の工作員・庚造一が送り込まれる。上陸直後にN5Sウイルスに適応した少女イオン・グリーンを発見するが、その矢先に対立する組織であるCEUに彼女を拉致される。イオンを巡る戦いが続く一方で、CEUの上位機関DRFによる陰謀が進行していた。

## 登場人物
重要人物でありながら名前が判明していない者は、便宜上の仮称で呼ぶ。

### 東亜重工
庚造一（かのえ ぞういち）
驚異的な身体能力を持つ本編の主人公。一連の東亜重工製合成人間としては最初に完成した男性型エージェント。パートナーであるカノエ・フユと「庚班（かのえはん）」を組み、「安全保障部特務員」としてDRFの野望を止める使命を持つ。わずか1年間ほどで製造されているが、識臣と呼ばれる体感時間を加速させる仮想空間環境において育成され、その精神は20年程度の成長過程を経験している。
口数が少なく冷静沈着に任務を実行するが、内面的には直情的な面があり、しばしば強硬手段による問題解決をはかろうとする。また、他者に対する深い情も持ち合わせており、自分の母親に当たる黒川の娘がN5SVに感染させられた際や、「復物主の世界」で一般民の虐殺を止められなかった時など、自分の無力さに憤ることも多い。
N5SVにより汚染された人工島9JOへ都市浄化の支援と称して潜入するが、本来の目的はN5SV適応者・イオン・グリーンの保護であった。しかし、巡回査察員の妨害によってイオンの確保には失敗。彼女を追ってDRFの重要施設である第3MSCFに向かう。復物主の誕生の最終局面では、ナレインを取り込んだニアルディを足止めするため最後まで戦闘に参加する。発芽した復物主による時空の混乱によって、突如として誕生より数千年が経過した「復物主の世界」の第1区画へと転送される。
復物主の世界では地球と大きく掛け離れた様相に戸惑っていたものの、「復物主の子」であるフニペーロを守ることを決意。以来、400年に渡ってDRFとの戦いを続け、第1区画から第11区画までのDRFを壊滅させる。第12区画においてフユとフニペーロと共にニアルディとの直接対決に臨む。
カノエ・フユ
庚造一のパートナーである女性型のAI（人工知能）。実体を持たない電子的な存在であるが、造一らと共に識臣で仮想的な成長過程を経験している。造一の重二輪「HDC-08B-3」に搭載され、優れたハッキング能力によってDRFの情報を収集するなど、造一のサポートを行う他、重二輪を操作しての援護も行っている。第三者に対してコミュニケーションを取るときには自身の立体映像を映写する他、相手の脳に直接同調し、会話する「脳同調接続」を行う。
人工知能とはいえ、その精神は人間と何ら変わりなく、造一と同様に力を持たない人々に対する深い情を持つ。また、直情的傾向に走る造一を諌めることも多いが、実際に間に合うことはあまりない。
壬二銖（みずのえ にしゅ）
東亜重工製の女性型合成人間。ミズノエ・シンと「壬班（みずのえはん）」を組むエージェント。造一のことを「造一兄さん」と呼んでいたため、少なくとも造一よりは後に完成したと思われる。造一よりも更に過激な性格で、パートナーであるシンに任務についての愚痴をこぼしたりと、人間味ある一面を見せることもある。
造一と同様にエージェントとして活動を行っており、DRFの創設メンバーの1人、レーフ・グレブネフ追跡の任務に就いている。9JOにおいて「レーフの息子」であるコズロフをCEUの追手から救出後、拘束する形で同行させる。その際五宇を殺害した巡回査察員ヒグイデと遭遇するが、なんとか逃げおおせることに成功し、レーフの手掛かりを追って「レーフの代理人」との接触を図る。第3MSCFには造一に遅れて到着。造一と共に大陸繋留索の本体へと向かう避難民のシャトルを護衛し、目的地へ到着したと思われるが、復物主の世界での消息は不明。
ミズノエ・シン
二銖のパートナーである男性型人工知能。アームで操作する「爪」を持つ近接型の重二輪を操る。直情傾向の強い二銖を諌めようとする点でもフユに共通する。二銖と同様、復物主の世界での消息は不明。
丁五宇（ひのと ごう）
東亜重工製の男性型合成人間。仲間と同様に「丁班（ひのとはん）」としてエージェントの活動を行っていた。MSCFの一つを壊滅させた際、DRFによって作られた疑似N5SVを発見してCEUの追撃を受ける。パートナーのタイラに疑似N5SVを託して脱出させたものの、巡回査察員ヒグイデに殺害された。
五宇の登場するエピソードは、番外編「BIOMEGA interlink」にて描かれている。
ヒノト・タイラ
五宇のパートナーである女性型人工知能。タイラが搭載されていた重二輪が大破してしまった後は、彼女のモジュールのみ強制的に脱出させられた（「BIOMEGA interlink」にて）。その後はコズロフによって回収され、壬班に合流する。コズロフや「レーフの代理人」と共に行動し、DRFの飛行船に乗って発芽直前の復物主の前に登場。一度はニアルディの蒔いた花粉をレーザーで焼くことに成功するも、最終的には発芽を阻止できなかった。「復物主の世界」の誕生に際しての時空の混乱で、誕生より数千年後（造一たちの出現時間よりさらに数百年後）へ転送される。
転送より12年後に、成長したフニペーロのメッセージを受け取り、引き続きコズロフのパートナーとしてニアルディを倒す装置への旅に同行した。
黒川真村（くろかわ まむら）
東亜重工の研究員。合成人間開発プロジェクトの主任を務めていた。通称「黒川博士」。本社陥落の際に巡回査察員に拘束され尋問を受け、現在はDRFの管理下にある。DRFの査察を行っていた巡回査察員の前に変わり果てた姿で登場した。その後の動向は不明。
黒川の娘
黒川博士の娘。名前は未出。識臣に接続し仮想空間内で造一やフユらの教育係を務めており、彼らにとっては母親役でもある。東亜重工を占拠したCEU部隊により拘束、黒川博士尋問のためにマスクを外され、N5SVに感染。意識が消え去る寸前に到着した造一・フユと対話した後、ドローン化。その直後に、東亜重工は自爆により壊滅している。
追撃部隊
連載終了後の2013年に発表された4人。「ある試作体を追う為に作られた」という設定。また合成人間の1/6フィギアの企画も進行している。

### 技術文化遺産復興財団 (DRF)
ニアルディ
DRF総主。年若い外見の女性に見えるが、世界第2位の高齢者であるとされている。生物の思考や物体の残留思念を感じ取るなど、「触った物を理解する力」を持つ。更に思念束と呼ばれる能力により、他者の意識に介入したり、それを乗っ取ることさえ可能。DRF創設時にレーフが打ち立てた人類総改換計画を、自身の信念（リルオードの残した花粉から読み取った思念）に基づいて改変した。かつてナレインとは親しい間柄であったが、人類総改換計画への見解の相違から道を違えており、敵対している。
「復物主の世界」でもDRFの総主に君臨しており、造一達が転送された場所とは反対側の末端に本部を設置している。自らの望んだものとは異なる世界を作った復物主を支配するために融合を試みたが失敗し、ゆっくりとその自我を吸収されている。現状を打開する新たな肉体として、フニペーロを奪取しようとする。
右断吏官・左断吏官
甲冑風の装甲を纏っている。武装は黒色の刀。高い戦闘能力を有する。自ら疑似N5SVを投与してドローン化したウィルデンシュタインを、生身でありながら瞬殺した。外見はまったく同じだが、左断吏官は普通の言葉が喋れない。
左断吏官は造一と死闘を繰り広げ、視界の外から撃たれた弾体加速装置を回避するという動きを見せたが、造一を殴った際に仕掛けられた爆弾によって死亡。右断吏官はナレインとウィルデンシュタインを始末した後もニアルディと行動を共にし、公衆衛生局の巡回査察員ヒグイデと交戦したが敗れる。
巡回査察員四人組
造一に手を焼いているヒグイデらへの応援と称してCEU本部から第3MSCFに派遣されたが、本来の目的は独断が目立つ公衆衛生局の監視であった。白髪頭で右断吏官・左断吏官と同じ刀を持つ美形の男、左目の肥大化した若い女、ヒグイデと同じような形状の頭部装甲を持つ巨漢、重二輪並に高速で走る車と狙撃銃を持った刺客の四人。
造一達を狙った刺客は合成人間の再生速度を阻害する弾を造一に当てるも、反撃を受けて死亡。刀を持った男はナレイン将軍の肉体として製造されていた合成人間を発見するが、ヒグイデとの対盤で死亡。左目の大きい女と巨漢の二人も、対盤を妨害しようとしたとして処刑された。

### 公衆衛生局 (PHS)
ナレイン将軍
フルネームは、ナレイン・メグナード。幼少期、施設に預けられていたが、念動力が暴走して誰の手にも負えなくなっているところをニアルディに止められ、マイクロボルト社に引き取られる。かつてはニアルディと親しい間柄だったが、当初のレーフの案を破棄して独自の人類総改換計画を進める彼女とは道を違えており、敵対している。
対象を捻り切るような念動力を行使することができる。引き取られた時点では褐色の肌を持つ普通の青年男性だったが、公衆衛生局を率いていた頃は、ニアルディに心を読まれないように身体を改造し、イカともタコともつかない異様な容姿をしていた。後に擬似N5SVを投薬した合成人間に脳転写を行って肉体を移し、ドローンと化した人間を元の姿に戻すという神がかり的な能力を保持するに至る。
ニアルディによる大陸繋留索侵攻時には造一らに協力的となった。接続してきたフユに後のことを託し、非戦闘員と共に大陸繋留索に避難するよう促した上で自身はニアルディとの最終決戦に臨む。その際ニアルディに肉体を乗っ取られ、造一たちを始末しようとするが、造一の発した脳集波によって意識を取り戻し、放ちかけた大出力脳集波を自身に逆流させ散った。
カーダル・スピンダル
DRFの巡回査察員。女性。弾体加速装置の弾丸を弾き返すほど強力な念動力の使い手で、戦闘時には全身を紐状の繊維でくまなく覆う。この繊維を切り離して飛び道具としても使用する。念動力によって硬化され放たれる繊維は、公衆衛生局の有する切断兵器すら通用しない造一の装甲を軽々と貫く。
普通の若い女性と変わらない姿を持つ。N5SVによって強化された社員や巡回査察員は基本的に白い前掛けをつけるが、彼女の場合は本部の社員やDRFで確保していた一般民（恐らくは公衆衛生局の確保したN5SV適応者達）の前でのみ着用している。
9JOで造一のイオン奪還を阻止し、第57MSCFでは彼に重傷を負わせる。その後、理由は不明だが造一を制止する目的で人間の姿のまま近づき、本部から派遣された巡回査察員によって射ちこまれた毒物を中和する薬品を撃ったり、DRFによる第3MSCF侵攻時にイオンともども脱出しようとしていた際には、イオンを引き渡せという言葉に素直に従ったりしている。
「復物主の世界」での消息は不明。
ヒグイデ
巡回査察員。男性。右手に鉈、左手に分銅鎖のような武器を持つ。また、通常時には他の巡回査察員と違い前掛けをしておらず、唯一対盤時に着用が確認できる。「復物主の世界」においてマスクの下の素顔が明らかになり、彼もカーダルと同様普通の人間と変わらない容姿であることが判明した。
「BIOMEGA interlink」にて、東亜重工のエージェント・五宇を惨殺。その後、五宇が逃がしたヒノト・タイラを追跡、彼女を救出したコズロフの前に現れ、直後に駆けつけた壬班と交戦している。至近距離で撃たれた最大出力の弾体加速装置の弾丸を回避し、本部から派遣されてきた巡回査察員を相手と同じ片腕のまま倒すなど、その戦闘力は巡回査察員の中でもトップクラス。
DRF侵攻時には公衆衛生局の兵士らと共に本部部隊と真正面からぶつかり合い、ニアルディと行動を共にしていた右断吏官に勝負を挑み、激闘の末に勝利したが、変容していく地球に飲み込まれてしまう。
その後、復物主の世界に存在するイヤークに転送され、異世界から来た救世主と見なされることになる。造一達と異なり、脳同調接続による言語基体の学習を行っていないため、イヤークの翻訳機がないと言葉が通じない。また、イヤークに転送された後も肉体が透明になるなどの怪現象が発生していた。イルンゴルヌルカを救う為チャイドドリンを倒した後に再度転送されてしまい、その後の消息は不明。
なお、漫画『シドニアの騎士』の世界では『バイオメガ』の物語が映像ソフト化されており、作中で長道たちがヒグイデとイルンゴルヌルカのエピソードを鑑賞するシーンがある。更に、作者によればヒグイデという操縦士も存在するとのことだが、『バイオメガ』と同一人物であるかは現在のところ不明。
ウィルデンシュタイン博士
ナレイン将軍配下の研究員。兵器や合成人間を始めとした全般的な技術開発・研究に携わる。公衆衛生局では上級幹部と思われ、ナレインに対しても対等の口調で会話している。
黒川博士が明かさなかった弾体加速装置の構造を研究し、模造品ながら自力で完成させる優れた頭脳の持ち主。緊急事態にも関わらず自らの開発した兵器の実戦配備を強行したり、ナレインの脳転写手術中に手順を間違えるなど、失敗の目立つマッドサイエンティスト的傾向も窺える。
DRF本社の戦闘部隊員によって頭を撃ち抜かれた直後にドローン化するも、右断吏官によって一撃で倒される。しかしその直前にナレインの脳転写を行った合成人間に対して、N5SVを打ち込むことで頼みの綱を残した。
9JOの巡回査察員
イオン・グリーンを確保する任務を帯びていた巡回査察員。金属製の頭部に顔の皮のようなものを貼り付けた不気味な相貌が特徴。また、他の巡回査察員と異なり、腰ではなく胸で吊り下げるエプロン状の前垂れを掛けている。弾体加速装置の直撃を受けても貫通しない装甲やウラニウム製の弾丸を発射する銃といった大量の火器や、ブースターを装備したサイボーグである。
イオン・グリーンの住居を襲撃し、一度は造一をも退ける。第7MSCFでカーダルと共に潜水艦に乗り込もうとした際、再度造一に襲撃を受け、最大出力の弾体加速装置を受けて海面に落下。頭部を失ったまま、毒性を弱めたN5SV（ウィルデンシュタインが使用したものと同じと思われる）を用いてドローン化したが、造一の斧によって首を落とされて死亡した。

### 地球の人々
リルオード
火星を探索していたDRFの調査員らが遭遇した女性。24対の染色体を有する不老不死者で、逆相写像重合体並びにドローンらと深い繋がりを持っているらしい。また、逆相写像重合体の雄性配偶体を排出することがあった。
イジッツァ地区の小さな村の出身。レーフとは恋人のような関係にあったが、不老不死であることから彼の元を離れ、後に火星で行方不明になる。700年後、崩壊した火星で唯一生き残っていたところを発見される。
イオン・グリーン
別名ヴィエフ・チイエナ。N5Sウイルス適応者と仮定されていた少女。9JOにある祖父の家にコズロフと暮らしていた。N5SVの蔓延する大気下に生身でいてもドローン化せず、四肢を断裂するほどの重症でも短時間での再生が可能。造一らが保護するはずだったが、巡回査察員に拉致された後、DRF公衆衛生局の管理下に置かれた。
後に、N5SVに感染していないことが判明。さらに180年前に閉鎖した「ゼル研究所」の所員ヴィエフ・チイエナと網膜の血管パターンが一致し、このことから彼女が不老不死者であることが判明する。リルオードと似通った身体的特徴を持ち、彼女と同じ逆相写像重合体の雄性配偶体を排出する。どうやらリルオードと同郷の出身で、彼女と血縁関係にあった模様。
第3MSCFで一度は造一達に保護されたが、ニアルディを足止めするために造一が残った際、カーダルに預けられる。共に大陸繋留索まで逃れた後、「復物主の世界」では数千年後に遺跡と化した大陸繋留索で避難民の子孫達に扶養されていた。復物主の世界でもDRFに回収されたが、恐らく造一達がここを襲撃した際に再度保護されたと思われ、ようやくコズロフと再会することが出来た。
コズロフ・Л（レーフヴィチ）・グレブネフ
イオンの保護者を名乗る大型の熊。人語を解し、二足歩行（場合により四足歩行）をする他、重火器から日用品まで器用に道具を扱う。見た目は熊だが、その性格は作中でもっとも常識的といえる。ミドルネームのレーフヴィチとは「レーフの息子」を意味し、コズロフもDRFの前身マイクロボルト社の創設メンバーであるレーフ・グレブネフを「親父」と呼ぶ。彼自身は二銖から聞かされるまで、レーフとDRFの関係を知らなかったようである。
彼の素性は、レーフとヴィエフ・チイエナの受精卵から作られたクローンの脳を、レーフの飼っていた小熊に移植したことで誕生した存在である。そのため、イオンほどの再生能力は持たないものの、彼自身も半ば不老不死である。
庚班の助力によって9JOを脱出後、旧イジッツァ領区にてヒノト・タイラを回収。さらに壬班によって巡回査察員の襲撃から救出され、以来行動を共にする。ニアルディとの戦いでは、レーザー砲を搭載した飛行船に乗って登場。ニアルディが地表に蒔こうとした「花粉」を狙撃する。しかし最終的には、発芽した復物主の誕生による時空の混乱に巻き込まれ、「復物主の世界」の誕生より数千年後（造一たちの出現時間よりさらに数百年後）へ転送される。
転送された第4区画で、復物主の世界でも発生しつつあるドローン渦の中で生き残っていた住人に助けられ、その集落でレーフの代理人やタイラ達と過ごす。その12年後、フニペーロの「示現構成体」に接触し、メッセージを受け取って第6区画へと旅立つ。数十年をかけて到着したニアルディを倒す装置へと向かい、ついには彼女を倒すことに成功する。その際の心象風景では、イオンに対して過剰な保護欲求を抱いている感情が描かれている。
レーフの代理人
コズロフが小さかった頃、世話になっていた医者。コズロフからは「先生」と呼ばれている。その素性は第1世代の合成人間であり、現在の年齢は200歳近い。かつてはDRFの技術開発部に所属していた。ドローン渦で崩壊した旧イジッツァ社の領区でただ1人生き残っていた。コズロフと再会し、殆ど巻き込まれる形で彼に同行したが、それによって復物主の発芽の中でも生き残り、コズロフらとともに「復物主の世界」へと転送される。
復物主の世界では、現地の女性との間に子供を作っていた。
レーフ・グリゴリエヴィチ・グレブネフ
世界第1位の高齢者として世間に知られるDRFの元総主。火星ドローン禍勃発の7年後（西暦2272年）に設立されたマイクロボルト社（現DRF）の創設メンバーの一人。延命手術によって300年生き続け、ついには不老不死の肉体を手に入れる。物語の第1話の時点でその消息は不明とされている。ヴィエフ・チイエナ（イオン・グリーン）が所属していた「ゼル研究所」を個人的に運営していた。
人類総改換計画は本来彼が打ち立てたもので、その内容は「種族全体の不老不死化」であった。ニアルディはこれを「星が人間で溢れ返るだけ」と否定したが、ナレインは「不老不死化こそが人口統制」と肯定している。また、ニアルディは不老不死の研究は人類のためではなく、リルオードとの関係を保つためのものでしかなかったと推察している。
リルオードとは恋人関係にあったようだが、後に離別。レーフ自身は彼女のことを忘れられなかったらしく、リルオードとの再会を夢見て不老不死の研究を始める。最終的には火星に旅立ち、リルオードと再会した。

### 復物主世界の人々
フニペーロ
ヤーの子宮から誕生した「復物主の子供」。当初は造一の掌ほどのサイズだったが、後に成長して一般的な若い女性と同じ姿になった。また、肉体の成長に伴って、子供っぽい性格も成熟したものに変わっていったようだ。ニアルディとほぼ同じ能力を持ち、思念束や示現構成体を操り、テレポートなども可能。
適性を認められたヤーの子宮に人工授精で生まれたため、厳密には彼女の娘ではないが、フニペーロ自身はヤーを母親と認識していた。ヤーの子宮にいた頃からある程度外界を認識することもできていたらしく、ヤー達を救えなかった自分に憤る造一を慰めた。以来、一貫して造一たちと行動をともにする。誕生直後から会話をして歩行するなどの特性を見せ、また常に何かを食べている大食漢の描写もなされている。
造一達と共にDRFと戦い続け、第11区画までのDRFを壊滅させた400年後、転送されたコズロフ達との接触しに成功し、第6区画でニアルディを倒す切り札を探すように依頼。造一達の最後のMSCFに侵攻した際に、ともにニアルディとの最終決戦に挑む。
ヤー
造一が最初に接触した「復物主の世界」の住人。彼女達との接触により、復物主世界の言語や常識など、様々なことを知ることが出来た。「常害工都」で切堀員として働いていたが、復物主の子を宿す適性を認められ、人工授精の被験者となる。受精は成功し、フニペーロを宿したが、それによってDRFに狙われることになる。妊娠後、未来の映像が見えるようになっていた。
村を救うために巡回査察員に拉致されたが、村人は虐殺され、ヤー自身もフニペーロを宿した子宮を摘出されて死亡する。
ブーツ
ヤーの兄。ヤーと同じく、常害工都で切堀員として働いていた。子供を出産したら死んでしまうという妹の言葉を信じて脱走するが、DRFのCEUに銃撃される。逃走中に造一達と遭遇し命を助けられた。恩義を感じて、彼らに燃料を分けてやろうとするなど、義理堅い性格の持ち主。
村が襲撃された際、自分を犠牲にするヤーを止めようとしたが、巡回査察員の放った火炎放射に焼かれて死亡する。
イルンゴルヌルカ
ヒグイデが転送されたイヤークを収める女王。頭部から胴体にかけては比較的普通の人間と同様だが、右腕が杖のように延長され、代わりに右足を失っている（どこまでがチャイドドリンの呪いによるものかは不明）。
ヒグイデを「伝説の救世主」と呼び、心を通わせる。チャイドドリンの襲撃に際してヒグイデの助命と引き換えに攫われ、救出に向かったヒグイデによって助け出される。その後、透明化現象の進行で転送されてしまったヒグイデと離別。
チャイドドリン
占師とも呼ばれる、復物主と交信して重機を操る不死の怪人。イルンゴルヌルカの曾祖父の時代からイヤークを支配し、住民達の遺伝子に呪いをかけたとされる。イヤークの人々によって幾度となく行われた討伐の試みは失敗し、報復として国民を虐殺した。巨大な重機の内部に小型の重機を置いてその口吻内に寄生しているが、正体は醜悪。
不意打ちでヒグイデを殺そうとするが、イルンゴルヌルカと引き換えに助命する。その後、イルンゴルヌルカの奪還に現れたヒグイデに倒された。
ボボギル
フニペーロが生まれて3日後に接触した盲目の一般民。背が低く、左手が義手になっている。復物主の拒絶反応によって崩壊した村で主眼を塞がれながらも1人生き残り、そのまま避難することもなく居住していた。ゲロルゼロの大男にフニペーロを渡すようにいわれるが拒否したため、殺される。彼の死により、フニペーロは示現構成体を作る能力を覚醒する。

### 復物主世界のDRF
常害工都の研究員
常害工都を管理していたDRF幹部。復物主に関する研究を行っていたと思われる。ヤーの拉致を指示し、フニペーロの宿った子宮を摘出してヤーを殺した。自分の行ったことを正しいと信じたまま、造一に投げられて死亡する。
常害工都の巡回査察員
ヤー達の村を襲撃した巡回査察員。レーザーやミサイル、火炎放射器などの火器を内蔵したサイボーグで、弾体加速装置の弾丸も通用しない。一度は造一とフユを行動不能にし、ヤーの村を全滅させている。
ヤーを拉致して常害工都に帰還し、フユに切り離された右腕を修復する手術の最中、造一に襲撃されて死亡。
ゲロルゼロの大男
DRFから派遣された巡回査察員。一見すると長髪の優男といった風貌だが、フニペーロによると「ニアルディの弟子」であり、復物主の生物を念動力で操ったり、拡散思念粒子と呼ばれる物質を操作できる。造一についても東亜重工のエージェントとの情報を予め得ていた。
ボボギルを殺害したことでフニペーロの怒りに触れ、造一に倒された。
ザルカントの旅人
DRFから派遣された調査員。顔に傷のある背の高い男と、背の低い太った男の2人組。巡回査察員か、それに近い地位にあったと思われる。ニアルディの指示に従って旧世界の遺跡（大陸繋留索）を探していた。現地に到達し、そこに隠棲していたイオン･グリーンを発見し保護する。
背の低い男は気さくな性格で、「分散言語」を用いて訪れた土地の人々と会話し、情報を収集していた。後に第8区画DRFの代表となったが、造一の襲撃によって密閉された地下空間に強制移住させられている。目を開けたまま寝る癖がある。
背の高い男は寡黙な性格で、過去にニアルディの示現構成体（フニペーロが誕生した時に各区画で発生）を目撃し、憧憬の念を抱いていた。大陸繋留索の探索から帰還した後、現地に暮らしていたイミグル族の少女と交配したことを告白し、総主直轄部隊の掟を破ったとして処刑された。

## 用語解説

### 組織、集団
東亜重工
9JOに造一らを派遣した巨大企業。本社ではなく本土と呼ばれ、また他の企業「旧Ѵ（イジッツァ）社」についても「Ѵ領区」といった表現が見られるため、国という概念が企業に取ってかわられた可能性もある。
N5SウイルスについてDRFと対立する姿勢をとっていたが、ドローン禍の全世界拡散と同時に本社へのCEU突入を許し、最終的には本社が自爆消滅、組織としては壊滅状態に陥っているが、以降も造一など同社の合成人間が活動を続けている。
作者の別作品『BLAME!』では古代の巨大企業「東亜重工」の宇宙船遺跡が登場するが、作者によれば『BIOMEGA』の後に『BLAME!』がある訳ではないとのこと。また、本作終了後に連載を開始した『シドニアの騎士』にも企業名として登場するなど、一種のスターシステム的なガジェットとして利用されている。
技術文化遺産復興財団 (DRF: Data Recovery Foundation)
世界一の大企業。強制執行部隊を世界各地に送り込んで地元政府と公務契約を結ばせたり、独力で火星へ人類を到達させるなど、超大国クラスの力を持つ。作中では主に略称のDRFで呼ばれる。
下部機構として公衆衛生局を擁しているが、本社も独自の戦闘部隊を持つ。人類総改換計画を企てて意図的にN5Sウイルスを拡散、その結果発生したドローン禍を「新しい人類の為の洗礼」と称する。東亜重工本社の消滅、ドローン禍の全世界拡散の確認を受けて、世界統一政府の発足を宣言した。
社員はMV社時代からの伝統と思われる黒いスーツの上下に白い前掛けを着用しており、一部の巡回査察員にも同様の服装が見られる。
復物主世界においてもニアルディを総主とした新生DRFとして世界を統治しており、復物主世界の開発を行っているなど、事実上の世界政府となっている。
マイクロボルト (MV : Micro Volt)
レーフ・グリゴリエヴィチ・グレブネフが創設した企業。リルオードが火星へ旅立った後に地球上で発生した大規模なデータテロにより文明が徐々に衰退していく中、全世界規模で消失したデジタル記録を復旧するために設立された。その後、レーフの目的に沿って行われた不老不死に関する研究から医薬品開発などを行い、後に慈善事業なども手掛け、DRFの起源となる。
公衆衛生局 (PHS: Public Health Service)
DRFの下部機構。独自の管轄下にある強制執行部隊を擁する。
火星探査以前からN5Sウイルスの実在を確認、その調査研究を行っていた。そのために権限が強化され、CEUの配備に繋がっている。ドローン禍の全世界拡散が回避不可能になってからDRFと共同でその事実を発表、またその確認を行った。
指導者ナレインとDRF本部のニアルディが人類総改換計画に対する価値観の相違から敵対しており、後に公衆衛生局とDRF本部は交戦状態に陥る。
強制執行部隊 (CEU: Compulsory Execution Unit)
DRFの実行部隊（実際には軍隊に匹敵する規模・装備を持つ組織）。空母機動部隊や機械化歩兵部隊で構成される。
火星へ探査船を送る以前に組織されており、このことからDRFはドローン禍の発生を予見していたと推測されている。表向きはドローン禍への対策を目的としているが、実はN5SV適応者の捜索に当たっていた。現在はドローンや、東亜重工の残党などの反DRF勢力の排除を主任務とし、造一や二珠たちと度々交戦する。
無人操縦の戦闘機や装甲車などを保有し、ドローンの浄化などを行っている。個々の隊員の戦闘能力はあまり高くないようで、造一や二珠を相手にした場合は殆ど一方的に倒されている。隊員は、主に大型の銃剣を装着したアサルトライフルを持ち、プロテクター状のマスクとタクティカルベストといった共通装備に身を包んでいる。
本部のCEU
第3MSCFの公衆衛生局を襲撃した部隊。逆相写像重合体を射出する機銃を装備した可変戦闘機や、刃状の羽で構成された肉体を持つ兵器など、PHFやCEUとは設計が大きく異なる兵器を運用している。また、襲撃の際にニアルディ達が搭乗していた飛行艦は、幾何学的な模様に反応する逆相写像重合体の侵食を防ぐため、生物的な素材で覆われていた。
公衆衛生局のCEUに対して、2つの眼を持つフルフェイスヘルメットとシンプルなデザインのボディアーマー、ブルパップ式のアサルトライフルを装備している。
復物主が発芽した後は大陸繋留索へ避難する予定だったが、発芽の際の混乱の中で壊滅したため、生存者はいない模様。
巡回査察員
CEUに所属し、ウイルス適応者の回収、敵対組織の排除などを担当する。サイボーグ化した身体の各所には武器が埋め込まれており、高い個体戦闘能力を有する。
彼らはDRFの作成した擬似N5Sウイルスを投与されており、ウイルスに免疫があるためドローン化を免れているが、知能を保ったままドローン化することも可能。また、その応用技術を用いることにより、頭部を含めた生体部品の損傷を再生することができる。
外見的特長としては全身黒ずくめで、普通の人間と同じ外見に生体装甲を展開した者と、頭部に人面の皮を貼り付けたような者がいる。食肉加工業者の前掛けのようなものを装備している者が多い。多くは腰から下に布をかけたような形状だが、エプロンのように胸から下すべてを覆うものやイヴニングドレス状のものなど、ある程度のバリエーションが存在する。
復物主世界の新生DRFにも巡回査察員は存在しており、戦闘能力も向上している模様。ヤーを連れ戻しに来た巡回査察員は凄まじい火力で造一を圧倒した。

### 地名
9JO（ナインジェーオー）
800年前に太平洋上に建設された巨大な人工島（メガフロートを参照）。高層建築が立ち並び、多くの人間が居住する都市である。DRFの管理下にあり、海下に研究施設を持つ。他の大陸と太平洋大橋で結ばれている。実際、日本列島の海岸線が映る場面がある。
名前の由来は八丈島。
最厳重警備隔離施設 (MSCF: Maxi-Security Containment Facility）
各地に点在する施設。もっぱら略称のMSCFで呼ばれる。
9JOの南17地区にある第7MSCFには、公衆衛生局により探し出されたウイルス適応者を収容していた。そのため、適応者の存在に呼応したドローンの大群に包囲され、浄化作戦の焦点ともなっていた。また、9JOの全てのMSCFには軌道大陸間弾道ミサイルが秘密裏に配備されていた。
復物主世界においても各区画に存在し、新生DRFの中心拠点となっている。
大陸繋留索
DRFの所有する巨大な人工衛星並びにそれを地球に繋ぎ止めておくための軌道エレベーターの総称。恐らくは「大陸」が人工衛星を、「繋留索」が軌道エレベーターを指しているものと思われる。
公衆衛生局のある第3MSCFはその軌道エレベーターの地上側に位置しており、実質的に公衆衛生局の管理下にある。過去にレーフによって封印されて使用が不可能となったために、表向きには遺棄されたことになっている。実際は軌道修正を続けており、現在も稼動中である。
逆相写像重合体によって作り変えられる地球から避難するため、DRFはその封印を開ける方法を探していた。また、DRFと公衆衛生局が交戦状態に陥ったのも、両者に人工衛星へ避難するという目的があったためである。
イオンとカーダルが搭乗していたシャトルが避難に成功している。その後、数千年後の復物主の世界では旧世界の遺跡として存在し、この避難民達の子孫が「イミグル族」の名称で生活を続けている。
区画
復物主の地域区分。1個あたり全長400,000,000km（4億km）の区画が、全部で12個存在する。各区画には人間の暮らす都市や集落がある。その多くがDRFに支配されている。
常害工都
復物主の第1区画に存在する工業都市。樹管帯の奥から天然の設備機械を掘り出す切掘作業を行っている。DRFの管理下にあり、復物主の子を人工授精する研究所が存在した。
イヤーク
復物主のどこかの区画にある国。城主はイルンゴルヌルカ。復物主の発芽に巻き込まれたヒグイデが転送された。城壁の周囲を「発狂レンズ」に囲まれており、脱出は不可能。チャイドドリンによって支配されており、住民は遺伝子を操作されて形を歪められてしまっている。流れ星が人に姿を変え、人々を救うという伝説が残されている。

### テクノロジー
合成人間
特殊な方法で作られる人造人間。外見は普通の人間と変わらないが、虹彩によって普通の人間との識別が可能。通常経路ではN5SVに感染することもなく、寿命も普通の人間より遥かに長い。また、復物主の世界の人間と交配することも可能。
作中における合成人間の存在は、高度な技術を要するものの非現実的な産物ではないらしく、コズロフの恩師に当たる「レーフの代理人」が第1世代の合成人間である他、公衆衛生局でもナレインの新たな肉体として研究が進められていた。復物主の住人であるヤーの話によれば、DRFの管理下にある常害工都にも合成人間がいたという。
東亜重工製合成人間
社の命運を賭した大事業（DRFが画策するドローン渦への対抗措置）を担う為に東亜重工によって開発された合成人間。高い身体能力と再生能力、脳同調接続などを備え、僅かな水分補給で5年は生存し、さらには宇宙空間でも生身で活動できる。「弾体加速装置」や、偽装機能も備えた戦闘服、その他様々な装備を持つ。CEUの一般戦闘員では、その反応速度に追随することもできず、巡回査察員とも互角以上に戦える。
わずか1年ほどで成人となったが、その精神は「識臣」という体感時間が加速されたバーチャルリアリティー環境の元で育成されている。彼らの姓には十干が、名前の一部には数字が用いられている。識臣の中でともに育った同じ姓を持つAI（重二輪に搭載）と共に2人1組の班を作り、工作活動に当たっていた。
その後、東亜重工が消滅したことで造一や二銖に与えられていた「任務」は意味を失ったが、DRFとの戦いは続行している。
識臣（しきおみ）
東亜重工製の合成人間とそのパートナーである人工知能に、乳児から大人になるまでの成長過程を体験させるための施設である。体間時間を加速する仮想空間（バーチャルリアリティー）を実現させる。実時間の1年が、識臣の中では50年以上に相当する。黒川博士の娘の脳が識臣に接続され、仮想空間において合成人間たちの母親の役目を務めていた。
重二輪
東亜重工製の合成人間達の機動力となる二輪自動車。車体の全高に匹敵する巨大なタイヤと前傾姿勢の乗車スタイルが特徴。通常は黒一色だが、戦闘スーツと同様の機能を持ち、帯状のパーツを展開して車体色と僅かだが形状を偽装できる。車両には「HDC-08B-3」という型式名称が存在している。
フユら人工知能がインストールされているユニットだけを外すこともできるが、その状態での運用が可能かは不明。通常は「重液」と呼ばれる燃料で駆動しているが、車体内部に蓄えられた電力での稼動も行えるほか、緊急時には車体の一部を燃料として使用することもできる模様。
各班ごとに仕様の異なる装備が施されている。造一の乗る庚班の車両は「4000XL」に電力を供給することが可能。他には固定武装として荷電粒子砲状の武器が前輪部に2門装備されている。二銖の乗る壬班の車両には、車体側面にそれぞれ8本のアームが装備されており、先端の硬質の「爪」を用いて格闘戦に使用できるほか、マニピュレーターとして自在に操ることも出来る。
「HDC-08B-3」には非売品のプラモデルが製作されており、同キットが付属する限定版の単行本（第4巻）が発売された。
弾体加速装置
東亜重工製の合成人間達が所持する銃器。レールガンの一種と思われるが、拳銃型の通常出力でも建造物のコンクリート壁を貫通するなど、凄まじい威力を持つ。
弾丸は先端に十字の切り込みがあるカートリッジレスの拡散弾頭。ただしドローンに使用した際は、初速が高すぎるため拡散せずに貫通している。
加速に要する電力は内蔵バッテリーに蓄積されており、その残量表示は携帯電話の表示に類似した形である。電力が尽きると発電モードへと移行し、「脳集波」をエネルギー源として発電する。
重二輪に予備が搭載されている。
4000XL
東亜重工が開発した超長距離狙撃兵器。弾体加速装置の大型版で、基本理念は黒川真村が作り上げたという。
通常は「HDC-08B-3」のシート下部に分割して格納されている。折り畳み式の本体と延長用の砲身で構成され、本体部分の砲身を折り畳んだまま（半分の砲身長）でも射撃が可能。なお、全砲身を展開した長さは、造一の身長の1.5倍程度である。
既に発射された大陸間弾道ミサイルを地上から撃ち落とすほど凄まじい威力だが反動も凄まじく、合成人間専用の火器である。「拡散衝弾」など、射出する弾体にはバリエーションが存在する。
発射後は砲身の冷却が必要らしく、復物主に転送される前に、砲身の交換が必要なほど劣化していた。
ヘルメット
東亜重工の合成人間に支給されているヘルメット。外見は普通のフルフェイス形のようだが、シールドの開閉機能がなく、呼吸のための空気孔も存在しない代わりに、至近距離からウラニウム弾を撃ち込まれても壊れない。装備者によって表面に施されたペイントが異なっている。
頭部を保護するだけでなく、火器や自身の状態を表示するHUDとしても機能する。
造一が使っていたものは、復物主が発芽する際に大陸繋留索へ避難するイオンに被らせており、イオン達に遅れること数千年後に転送された造一は、頭部保護膜で代用していた。その後、第8区画でイオンを奪還した際に回収したらしく、ニアルディとの最終決戦に持ち込んでいる。
頭部保護膜
復物主の世界に転送される前にヘルメットを失った造一が、頭部を保護する目的で展開していた覆面型の装甲。造一の後頭部から帯状のパーツが展開し、覆面のように頭部全体を覆う。ヘルメットほどではないにしろ、それなりの防御力は持っている。
複脳式弾体加速装置
ウェルデンシュタインによって開発された巨大な火器。黒川真村の弾体加速装置を独自に解析した産物である。名称は異なるが、4000XLなどの単純な大型版に近い。大きさに準じて大量の脳集波が必要になるらしく、発射時には周囲に展開していたCEUの脳集波を集束して使用していた。
第1弾の発射後に脳集波を集められる人員が全員気絶。第2弾の前に本部の戦闘機によって砲身が破損、使用できなくなる。
思念束
ニアルディが用いる精神エネルギー。一見すると透明な触手のようだが、実体はない。触れたものの思念を強制的に読み取ったり、単純な念動力の媒体に使われる。また、ニアルディから作り出されたフニペーロも思念束を操ることが可能で、子宮から生まれた直後に造一達を襲撃したニアルディの示現構成体を崩壊させた。
発狂レンズ
復物主に設置された天然の設備機械。接近する隕石を自動で探知し、レーザーで撃墜するための装置。イヤークを支配していたチャイドドリンはこの発狂レンズでイヤークを覆い、国境から脱出できないようにしていた。
黒ユンボのキンタマ
「黒ユンボ」と呼ばれる重機の男性器から作られた武器で、復物主の世界では一般的な銃器。レーザーや火炎放射器、実体弾を撃ち出すものなど、様々な種類がある。

### その他
N5Sウイルス (N5SV)
700年前、火星植民者が偶然に作り出した強い感染性と毒性を持つウイルス。逆相写像重合体の雌性配偶体が人間への感染性を獲得したことで発生した。感染すると老化が止まり、超高効率で細胞が代謝を続けるようになるが、感染者の多くはドローンと呼ばれるゾンビのような状態になる。何らかの形で人間と接触すればそれだけで感染する上、衛星軌道上から散布されても毒性を維持できる。
DRFは自分達だけ毒性を弱めたものを使い、彼等がいうところの「新しい人類」に生まれ変わろうとしていた。この研究はある程度の成果を見せたようで、巡回査察員が意識を残したままドローン化したり、ナレインの肉体となる合成人間に投与することで様々な能力を獲得していた。
復物主の世界においても存在しており、この世界の人間達にも感染、ドローン渦を引き起こしている。
ドローン
N5SV感染者が一旦死んだ後に変容した存在。知性はほぼ失われており、醜い姿を持つ。兇暴で、徒党を組み未感染者を襲う。襲われた未感染者もN5SVに感染しドローンとなる。逆相写像重合体の触媒になる。また、ナレインが合成人間に意識を移植した後、ドローンを人間に戻す能力を獲得していた。
ドローン禍
N5Sウイルスによる世界的に感染によって、人類のほぼ全てがドローンなった災厄のこと。かつて火星植民地は研究施設からのN5SV流出により4日間で全滅した。感染すると必ずドローンとなる訳ではなく、ウイルスに適応する者も稀にいる。公衆衛生局はこの適応者と非適応者を分類するため、N5SVを世界中に拡散させたとされる。
逆相写像重合体
ドローン渦が始まるおよそ700年前に火星で発見された粒子を構成する重合体。ドローンを触媒として、無機物、特に幾何学的な形状に反応して吸収、再構築する。火星で発見された7本足の虫のような生物の体内に寄生していた植物の胚珠に似た粒子が雌性配偶体、同じ頃に見付かったリルオードが体内で生成していた花粉状のプラスチック片が雄性配偶体で、この2つが受精することで復物主が発芽する。
レーフによって封印されていたが、ニアルディらによって封印を解かれてしまう。ドローン渦を引き起こしたDRFは、液体状にした雌性配偶体を世界中に散布した後、ニアルディがレーフの部屋から持ち出した雄性配偶体と受精させ、自身の願いに基いて地球をより高次の存在に作り変えようと考えていた。
復物主
不死者の肉体から放出された「雄性配偶体」と、吸収したものを全てコード化した「雌性配偶体」が受精することで、宿主の望むものを実らせるという植物。ニアルディはこれを用いて世界を自分が望むものに作り替えようとしたが、実際に叶えられたのはコズロフの望む世界だった。発芽の後に誕生した「復物主の世界」は、コズロフの曖昧な思考に基づくものであり、彼自身も後に知らされるまでそれを自覚していなかった。
地球全土を飲み込むほど巨大化したイオン・グリーンの「雄性配偶体」と受精し、爆発的に成長して地球から分離。直径100km、全長4,800,000,000km（48億km）におよぶ巨大な紐状の新世界が形成される。発芽により誕生した時点と、それによる時空の混乱で現場に居合わせた者たちが転送されてきた時点は、時間と場所がそれぞれ異なっている。造一たちが到着したのは、発生から数千年以上が経過した時点の第1区画であり、既に独自の文化圏が形成されていた。コズロフたちが到着したのは、造一たちより400年以上経過した第4区画であった。
復物主の住人
復物主で生活する人々。復物主と同じ素材の体組織を持ち、造一達が非常に重度の身体改造者と誤解するほど人間とは大きく異なる肉体を持つが、彼等は自分達を人間と認識している。眉間やこめかみに「上鼻小孔」と呼ばれる器官があり、皮膚は硬質で関節に昆虫のような繋ぎ目がある。体毛や眼の色は白い。内臓などの構造も人間とは大きく異なるが、人間との交配も可能である模様（レーフの代理人と現地の女性が後に子を儲けている）。
重機
復物主に生息する生き物。様々な形態を持つが、どの種も復物主の人々と同じ素材の体組織で構成される。人間を襲って捕食する他、逆に人間の食料にもなっている。喰われかけたフユによると、AIによく似た脳を持っているらしい。
縞重機
重機の一種。LMF供給瘤を餌場にしている。雌雄の区別があり、メスの方が大きい。ヤーたちの集落では食料として重宝されていた。
イミグル族
復物主で生活する人種の一つで、主に大陸繋留索の周辺に居住している。黒い髪に繋ぎ目のない関節を持ち、「上鼻小孔」は極端に小さいか存在しないなど、地球における人間に近い外見を持っている。数千年前にDRFから大陸繋留索へ避難した一般民（N5SV適応者）の末裔。「遺伝子のプール」（遺伝子情報の多様性）を保持するために、外部から訪れた旅人の男性に、同族の女性をあてがって交配させる風習を持っている。

## 書誌情報

### 単行本
- 弐瓶勉 『BIOMEGA』 講談社〈ヤンマガKC〉、全1巻 
  1. 2004年11月5日発行（同日発売[8]）、ISBN 4-06-361282-1
    - 掲載誌移動により第1巻のみ刊行。

- 弐瓶勉 『BIOMEGA』 集英社〈ヤングジャンプ・コミックス・ウルトラ〉、全6巻 
  1. 2007年1月24日発行（1月19日発売[9]）、ISBN 978-4-08-877210-3
    - 掲載誌移動により再編集しての再版。外伝作品「BIOMEGA interlink」を併録。

  2. 2007年1月24日発行（1月19日発売[10]）、ISBN 978-4-08-877211-0
  3. 2007年8月22日発行（8月17日発売[11]）、ISBN 978-4-08-877317-9
  4. 2008年2月24日発行（2月19日発売[12]）、ISBN 978-4-08-877405-3
  5. 2008年9月24日発行（9月19日発売[13]）、ISBN 978-4-08-877517-3
  6. 2009年3月24日発行（3月19日発売[14]）、ISBN 978-4-08-877622-4

### 新装版
- 弐瓶勉 『新装版 バイオメガ』 講談社〈KCデラックス〉、既刊3巻（2021年8月6日現在） 
  1. 2021年4月30日発売[15]、ISBN 978-4-06-523005-3
  2. 2021年6月9日発売[16]、ISBN 978-4-06-523640-6
  3. 2021年8月6日発売[17]、ISBN 978-4-06-524403-6